# Бандера, Ярослава Васильевна
Яросла́ва Васи́льевна Банде́ра (укр. Ярослава Василівна Бандера), урожд. Опа́ровская (укр. Опарівська; 14 сентября 1917, Санок, Австро-Венгрия — 17 августа 1977, Торонто) — украинский общественный и политический деятель, член ОУН. Супруга Степана Бандеры. Руководила женским отделом и отделом по делам молодёжи ОУН(б).

## Биография

### Ранние годы
Родилась в Саноке в семье греко-католического священника Василия Опаровского и его жены Юлии Ганковской, дочери школьного инспектора. Вскоре после рождения Ярославы её отец стал капелланом в УГА и погиб во время Польско-украинской войны. Мать, Юлия, в июле 1944 г. года была застрелена, предположительно, солдатами Армии Людовой, а брат Лев был расстрелян немцами в 1942 г. в Жолкве (по другим данным — в тюрьме на Лонцкого.
В 1936 году окончила женскую гимназию им. Эмилии Плятер в Саноке, затем среднюю школу в Коломые. В те годы представлялась девичьей фамилией матери — Ганковская. Поступила в Технический университет Львова, где присоединилась к тайному националистическому движению. Член Ассоциации украинских студенческих организаций в Польше до 1939 г. За участие в украинских студенческих манифестациях во Львове в апреле 1939 года Ярослава была арестована. К тому моменту она уже состояла в ОУН, будучи активисткой организации. С будущим мужем, Степаном Бандерой, девушка познакомилась в 1940 году в Кракове. Здесь же, в церкви святого Норберта, состоялось их венчание, свидетелями были Люба Лемик и младший брат Степана Бандеры Василий Бандера (погиб в 1942 году в нацистском лагере уничтожения Освенцим). После венчания была организована скромная безалкогольная гостина для самых близких друзей.
С 5 июля 1941 года после рождения дочери Натальи, Ярослава была вынуждена скрываться и перебралась к матери в Надсянье.

### После войны
После окончания Второй мировой войны Ярослава Бандера с дочерью и сыном оказалась в Советской зоне оккупации Германии, где они проживали под вымышленными именами. Из-за постоянного преследования советских спецслужб, которые охотились не только за проводником национального движения, но и за его детьми, до 1948 года семья шесть раз меняла места жительства: Берлин, Инсбрук, Зеефельд, Мюнхен, Хильдесхайм, Штарнберг. В 1948—1950 годах они жили в лагере для беженцев, а с начала 1950-х годов — в селе Брайтбрунн. В 1954 году семья окончательно переехала в Мюнхен, где к тому времени уже находился Степан Бандера. В Мюнхене родилось ещё двое их детей — Андрей и Леся. Семья боялась за свою жизнь, поэтому жила под чужой фамилией Попель.
В браке со Степаном Бандерой его жена родила и воспитала троих детей: Наталью (1941—1985), Андрея (1946—1984) и Лесю (1947—2011). По свидетельству друзей и очевидцев, супруги Бандеры воспитывали детей в религиозном духе, прививали любовь к спорту и привычку к дисциплине. Дети воспитывались в Пласте, были членами Союза украинской молодежи.
После гибели супруга в 1959 г. Ярослава с тремя детьми оставалась на содержании и под охраной Организации украинских националистов. Осенью 1960 года она вместе с детьми перебралась в Торонто, где работала в различных украинских организациях. Умерла и была похоронена в Торонто.